# جزیره کودکان
جزیره کودکان (سوئدی: Barnens ö) فیلمی در سبک داستان بلوغ و درام است که در سال ۱۹۸۰ منتشر شد. از بازیگران آن می‌توان به بوریه آلشتت، هیوردس پترسون، اینیوار هیردوال و لنا گرانهاگن اشاره کرد.